# Alessandro Andreasi
Alessandro Andreasi (Mantova, 1539 – Mantova, 23 marzo 1593) è stato un vescovo cattolico italiano.

## Biografia
Era discendente della nobile famiglia degli Andreasi che ebbe anche la contea di Rivalta. Fin da piccolo si interessò allo studio della letteratura e soprattutto della poesia latina, pubblicando le Costituzioni Sinodali, nel 1586. Fu nominato canonico e arcidiacono e si laureò in giurisprudenza presso l'Università di Bologna. Fu impegnato al servizio del duca di Mantova Guglielmo Gonzaga, che ne apprezzava il talento nella negoziazione e nella diplomazia, lo nominò suo nunzio apostolico a Roma e poi a Milano. Incoronò nella cattedrale di San Pietro il quarto duca Vincenzo I Gonzaga.

## Successione apostolica
La successione apostolica è:
- Vescovo Francesco Gonzaga, O.F.M.Obs. (1587)
- Vescovo Alberto Capriano (1590)